# 탈고

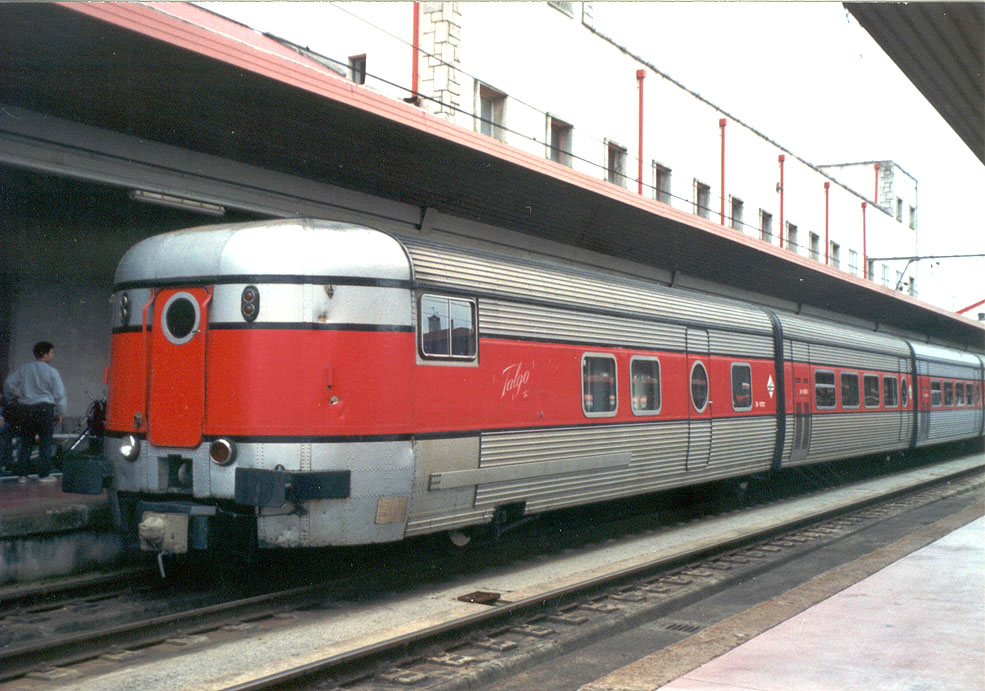
Talgo III

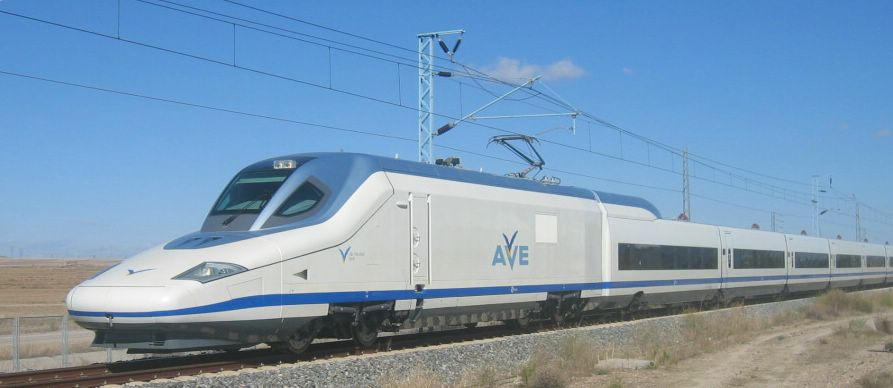
Talgo 350

탈고(영어: Talgo, 스페인어: Tren Articulado Ligero Goicoechea-Oriol)는 스페인에서 개발된 1축대차 연접형 객차 열차의 총칭이며, 이것을 개발한 철도 차량 제작사의 명칭이기도 하다. 탈고(Talgo)라는 명칭은 스페인어의 '연접 열차, 경량'의 첫 글자와 개발자 2명의 이름에서 유래했다.
여러 형식이 개발되어 있는데, 모두 차고가 낮은 것이 특징이다.

## 종류
초기형인 탈고 I, II 은 차축이 연접형이 아닌 차체후부 설치형이기 때문에 단방향으로만 통상운행할 수 있었지만, 1964년의 Talgo III 이후로는 차축이 연접축 위에 놓여졌으므로 전후방향으로도 운행이 가능하게 되어, 기관차 변경이 가능하게 되었다. TalgoIII 개발시에는, 같은 저차고(低車高)의 전용 기관차 3000T형(후의 353형)도 개발되었다.
1968년에 TEE로서 이웃나라 프랑스와의 노선연장에 대응한 궤간가변사양의 TalgoIII-RD가 등장했다.이것이, Talgo가 궤간가변차량의 대명사가 된 이유이다.
1980년에 현행의 틸팅열차인 Talgo-PENDULAR(Talgo4)가 개발되어 탈고 시리즈의 주류가 되었다. 전용 기관차로서 354형이 개발되었지만, Talgo-PENDULAR는 전용기 이외의 기관차로도 견인할 수 있게 되었다. 이후의 Talgo 시리즈는 Talgo-PENDULAR를 기본으로 제작되었다. 이후 Talgo5, Talgo6, Talgo7가 등장했다. 현재는 양 단에 전용 기관차를 연결한 고속열차 TALGO350이 AVE에서 운행되고 있다.
탈고 350은 마드리드 바르셀로나선의 개업시기인 2007년 말까지 최고속도 350km/h로 운전할 예정이다.
덧붙여 탈고는 1988년에 미국(암트랙)에 포트랜드-시애틀-밴쿠버노선, 1992년에 독일(DB)에 침대열차로 수출되었다.

## 같이 보기
- 궤간가변열차